# Arctornis phaeocraspeda
Arctornis phaeocraspeda är en fjärilsart som beskrevs av Collenette 1938. Arctornis phaeocraspeda ingår i släktet Arctornis och familjen tofsspinnare. Inga underarter finns listade i Catalogue of Life.